# AC Libertas
AC Libertas är en fotbollsklubb från San Marino från staden Borgo Maggiore och grundades 1928 och är därmed den äldsta klubben i landet. Laget kvalificerade sig för UEFA-cupen 2007/2008 men slogs ut i den första omgången av irländska Drogheda United. AC Libertas nådde första kvalificeringsomgången även i Uefa Europa League 2012/2013, Uefa Europa League 2013/2014 och Uefa Europa League 2014/2015.
AC Libertas har en titel i de sanmarinska mästerskapen. Den bärgades säsongen 1995–1996.